# Križani
Križani su naseljeno mjesto u sastavu općine Tuzla, Federacija Bosne i Hercegovine, BiH.

## Zemljopis
Nalazi se sjeverno od rijeke Jale. Okolna naselja su Sepetari, Kolovrat, Talijani i Simin Han. 
1990. godine pripojeni su Tuzli i Siminu Hanu (Sl.list SRBIH 33/90).

## Kultura
U Križanima je katoličko groblje Križani. U Križanima je filijalna crkva samostanske župe sv. Petra i Pavla u Tuzli. Izgrađena je 1971., a zvonik je dograđen 1990. godine.

## Stanovništvo
Nacionalni sastav stanovništva 1981. godine, bio je sljedeći:
ukupno: 859
- Hrvati - 338
- Srbi -       287
- Muslimani -   84
- Jugoslaveni - 106
- ostali, neopredijeljeni i nepoznato - 44

| Križani            |       |
| godina popisa      | 1961. |
| Hrvati             | 233   |
| Srbi               | 26    |
| Muslimani          | 13    |
| Jugoslaveni        |       |
| Mađari             |       |
| Albanci            |       |
| ostali i nepoznato |       |
| ukupno             | 272   |